# Satralizumab
Le satralizumab est un médicament utilisé pour traiter la neuromyélite optique. Il est vendu sous le nom de marque Enspryng.

## Usage médical
Il s'agit d'un anticorps monoclonal qui bloque l'interleukine-6  et diminue ainsi les anticorps contre l'AQP4 (aquaporine 4).
Il s'agit d'un traitement de la neuromyélite optique chez les personnes possédant des anticorps contre l'aquaporine 4. Le médicament est administré par injection sous-cutanée .

## Effets secondaires
Les effets secondaires de ce médicament comprennent des maux de tête, des douleurs articulaires, une hyperlipidémie, une douleur au site d’injection ou un faible nombre de globules blancs. D’autres effets secondaires peuvent inclure une infection, des problèmes de foie, des réactions allergiques oul’activation d’ une tuberculose latente .

## Histoire
Le médicament a été approuvé pour un usage médical aux États-Unis en 2020 et en Europe en 2021,. Aux États-Unis, le coût par dose s'élevait à environ 15 300 dollars américains en 2021. Il n'est pas disponible au Royaume-Uni en 2021.